# Imperial Glory
Imperial Glory — відеогра, глобальна покрокова історична стратегія. Розроблена Pyro Studios та опубліковано Eidos Interactive. Feral Interactive випустив версію гри Mac OS X у грудні 2006 року.
Дії в Imperial Glory відбуваються в часи Наполеона Бонапарта між 1798 та 1830 роками, і дозволяє гравцеві встати на чолі однієї з тогочасних імперій — Великої Британії, Франції, Австрії, Росії та Пруссії, та узяти участь у війнах Європи, Північної Африки та Близького Сходу. Імперії відрізняються за економічним, військовим та науковим потенціалом.
В Imperial Glory існує два режими гри — покроковий (керування своєю країною) та real-time (тривимірні сухопутні та морські битви). Гра дуже схожа на серію ігор Total War.

## Ігровий процес
Глобальна карта розділена на багато провінцій, де можна будувати різні споруди і переміщувати війська між провінціями. Столичні провінції дозволяють зведення спеціальних споруд і найм військ. І загони, і командири набирають досвід, що робить їх ефективнішими. З втратою столиці відбувається програш. Війська і кораблі можна за хід переміщати в сусідній регіон. В межах однієї області дозволяється передавати загони від командира до командира. Хоч події гри розвиваються в XVIII-XIX століттях, гравцеві потрібно досліджувати карту Європи і відшукувати ключові точки.
В грі існує чотири види ресурсів: золото, сировина, населення і їжа. Кожна з областей виробляє певну кількість кожного ресурсу. Виробництво ресурсів може бути збільшене за рахунок дослідження нових технології і будівництва нових споруд. Для збільшення надходження золота слід створювати і торгові шляхи. Їжа менше витрачається для підтримки військ в гарнізонах, але дуже швидко під час бойових дій.
Важливу частину ігрового процесу складають дипломатичні відносини з іншими країнами. Гравець може кардинально змінити хід війни, домовляючись з іншими країнами. В заміну доведеться давати їм свої армії, формувати союзи або влаштовувати весілля між королівськими родинами, щоб поліпшити відносини.
За рівнем розвитку країни поділяються на три епохи, що дозволяє врешті перетворити країну в республіку, конституційну монархію, абсолютну монархію або диктатуру.